# Ginsberg Location
Ginsberg Location er et "township" uden for King Williams Town, Sydafrika, hvor Steve Biko voksede op. Stedet blev formodentligt oprindeligt grundlagt af Franz Ginsberg, en tysk emigrant og forretningsmand, i starten af det 20. århundrede.